# Anjes Tjarks

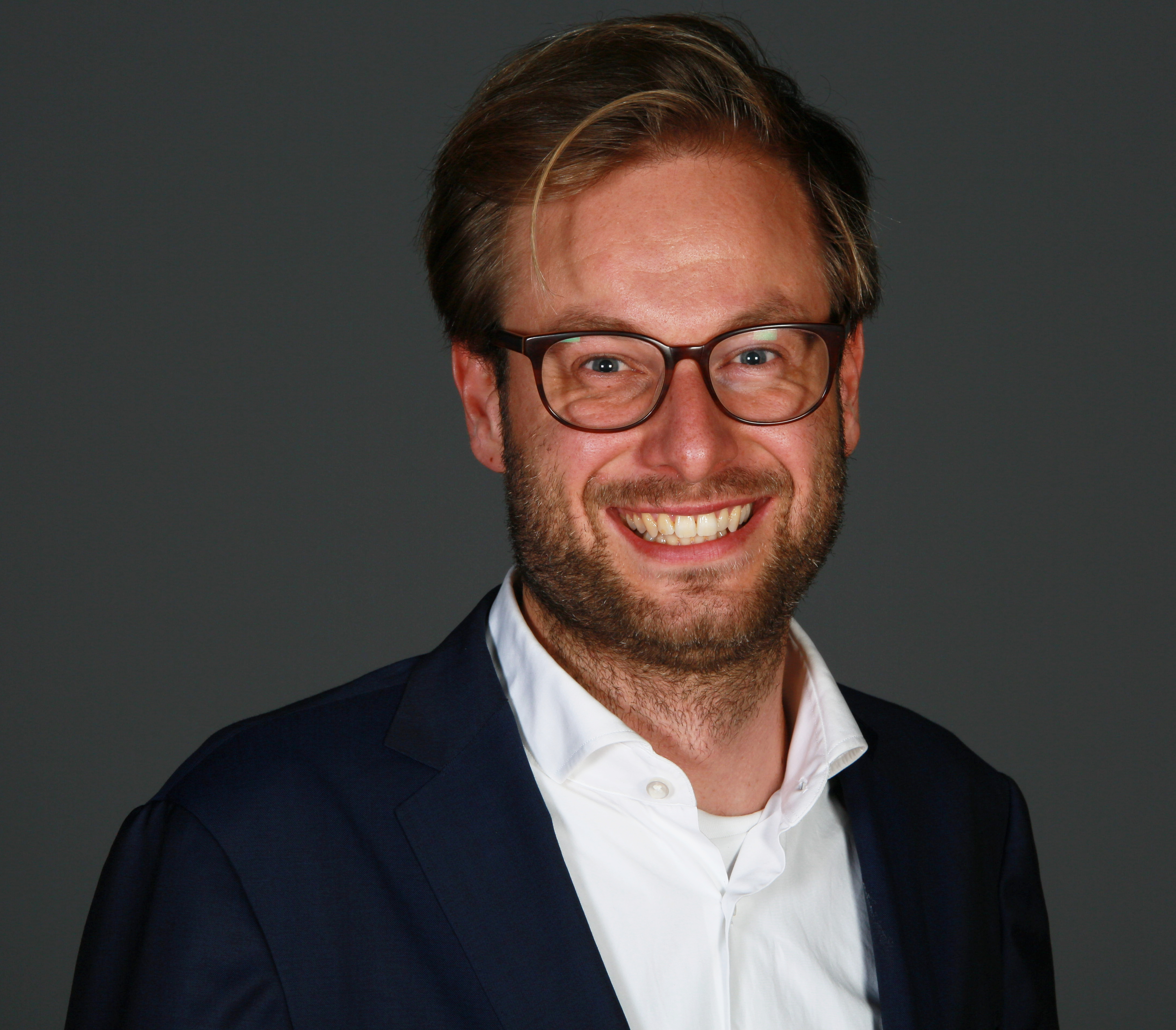
Anjes Tjarks (2018)

Hans Anjes Tjarks (* 12. März 1981 in Hamburg) ist ein deutscher Politiker (Bündnis 90/Die Grünen Hamburg). Er ist seit dem 10. Juni 2020 Senator für Verkehr und Mobilitätswende der Freien und Hansestadt Hamburg im Senat Tschentscher II. Zuvor war er seit März 2011 Mitglied der Hamburgischen Bürgerschaft.

## Berufliches und Privates
Tjarks wurde in Hamburg-Barmbek geboren und wuchs in Jenfeld auf. Nach Abitur am Gymnasium Marienthal und anschließendem Zivildienst studierte er Englisch und Politik auf Lehramt in Hamburg und im südafrikanischen Stellenbosch. Sein Referendariat machte er von 2011 bis 2012 an der Klosterschule in St. Georg, an der er zwischenzeitlich als Lehrer tätig war. Er promovierte, von der Heinrich-Böll-Stiftung unterstützt, in Politikwissenschaft und Kognitiver Linguistik mit dem Thema Familienbilder gleich Weltbilder. Wie familiäre Metaphern unser politisches Denken und Handeln bestimmen.

## Politische Karriere
Tjarks ist seit 1998 Mitglied der Grün-Alternativen Liste (GAL) – inzwischen Bündnis 90/Die Grünen – in Hamburg. Er war Mitglied des Kreisvorstandes Wandsbek, Schatzmeister der Grünen Jugend Hamburg und Mitbegründer von Campusgrün in Hamburg. In der GAL-Bürgerschaftsfraktion war er vier Jahre lang Referent für Europapolitik, Internationales und Jugendpartizipation. Von 2008 bis 2011 war Tjarks stellvertretender Landesvorsitzender der GAL.
Bei der Bürgerschaftswahl in Hamburg 2008 kandidierte er im Wahlkreis Rotherbaum – Harvestehude – Eimsbüttel-Ost für die GAL. Mit 3,8 Prozent der Stimmen im Wahlkreis und auf Landeslistenplatz 12 liegend gelang ihm jedoch nicht der Einzug in die Bürgerschaft. Bei der Bundestagswahl 2009 trat er für die Grünen im Wahlkreis Hamburg-Wandsbek an, verpasste jedoch auch dort mit 9,4 Prozent der Erststimmen den Einzug ins Parlament.
Bei der Bürgerschaftswahl in Hamburg 2011 kandidierte er erneut im Wahlkreis 5 und schaffte schließlich mit 3,9 Prozent der Stimmen über Platz 6 der Landesliste den Einzug in das Landesparlament. Seit dem 7. März 2011 ist er damit Mitglied der Bürgerschaft und von März 2013 bis April 2015 Parlamentarischer Geschäftsführer der Grünen-Fraktion. Er war zudem Fachsprecher für Wirtschaft, Hafen und öffentliche Unternehmen der Fraktion.
Bei der Bürgerschaftswahl 2015 errang Tjarks ein Direktmandat in seinem Wahlkreis und ist somit seit März 2015 Mitglied der 21. Hamburgischen Bürgerschaft. Im April 2015 wählten die Abgeordneten der Grünen Tjarks zu ihrem Fraktionsvorsitzenden. Im April 2018 wurde er in diesem Amt von der Fraktion bestätigt.
Bei den Bürgerschaftswahlen 2020 und 2025 wurde Tjarks erneut in die Bürgerschaft gewählt. Tjarks' Mandat als Mitglied der Hamburgischen Bürgerschaft ruht während seiner Amtszeit als Senator.
Am 10. Juni 2020 wurde Tjarks zum Senator für Verkehr und Mobilitätswende der Freien und Hansestadt Hamburg gewählt.